# Maria Ignarska

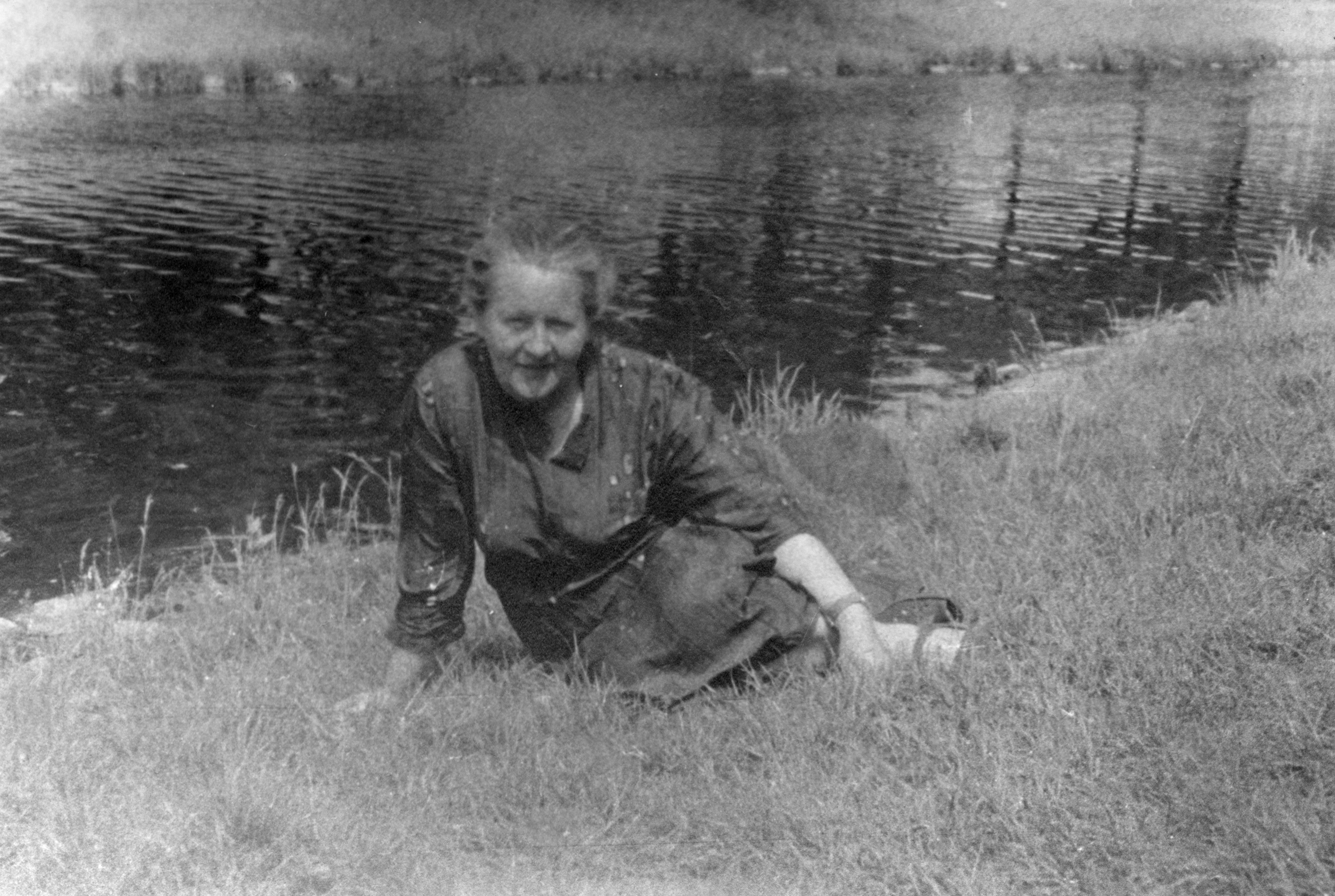
Maria Ignarska nad rzeką

Maria Ignarska (ur. 23 kwietnia 1905 w Rawie Ruskiej, zm. 6 grudnia 1975 we Wrocławiu) — polska malarka i rzeźbiarka, przedstawicielka sztuki ludowej, prymitywizmu i malarstwa rodzajowego.

## Życie i twórczość
Maria Ignarska zainteresowała się malarstwem dopiero pięć lat przed śmiercią. Eugeniusz Geppert, zachwycony jej obrazami, skierował ją do Klubu Plastyków Amatorów, gdzie pod opieką artystyczną Janusza Halickiego została doceniona i zaczęła odnosić sukcesy. Jej pierwsza wystawa indywidualna odbyła się w 1972 roku w Muzeum Ceramiki w Bolesławcu, na której pokazano 48 prac. Kolejne wystawy odbywały się w kraju i za granicą, m.in. w Warszawie, Budapeszcie i Wrocławiu.

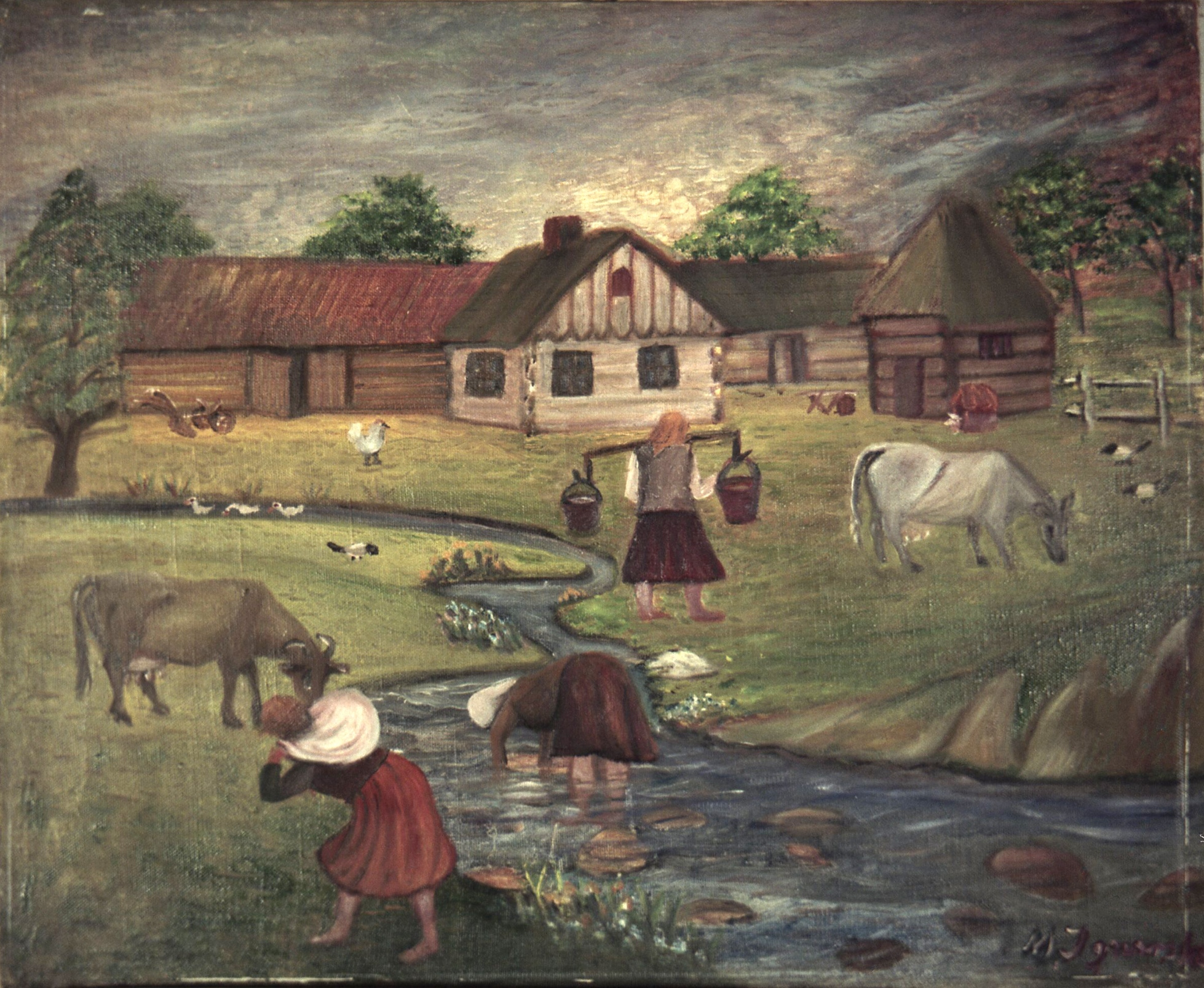
Maria Ignarska, Kobiety piorą nad potokiem

Malarka była szczególnie zainteresowana  przedstawianiem świata sprzed wojny — wracała pamięcią do młodości i wspomnień z życia na Kresach Wschodnich, które zostało brutalnie przerwane przez okupację sowiecką. Dwukrotnie owdowiała, a w 1941 roku jej drugi mąż, Czesław Ignarski, został zastrzelony przez oficerów NKWD. Do Wrocławia została przesiedlona wraz z sześciorgiem dzieci w 1946 roku.
W obrazach Marii Ignarskiej przeważa świat przedwojenny. Jej obrazy przedstawiają sceny wiejskie, pejzaże i martwą naturę, a także postaci drohobyckich Żydów. Malowała także powojenny Wrocław, m.in. najważniejsze zabytki miasta: Ratusz, Katedrę, Ostrów Tumski i budynek Dworca Głównego.
Bogdan Górecki, historyk sztuki, w katalogu wystawy z Klubu Dziennikarza pisał, że jej dzieła „stawiają malarkę w rzędzie najwybitniejszych w Polsce osiągnięć sztuki umownie określanej prymitywną”. Obecnie prace Marii Ignarskiej znajdują się w Państwowym Muzeum Etnograficznym w Warszawie, Muzeum Polskiej Sztuki Ludowej, Muzeum Etnograficznym we Wrocławiu, a także w kolekcjach prywatnych w kraju i za granicą.

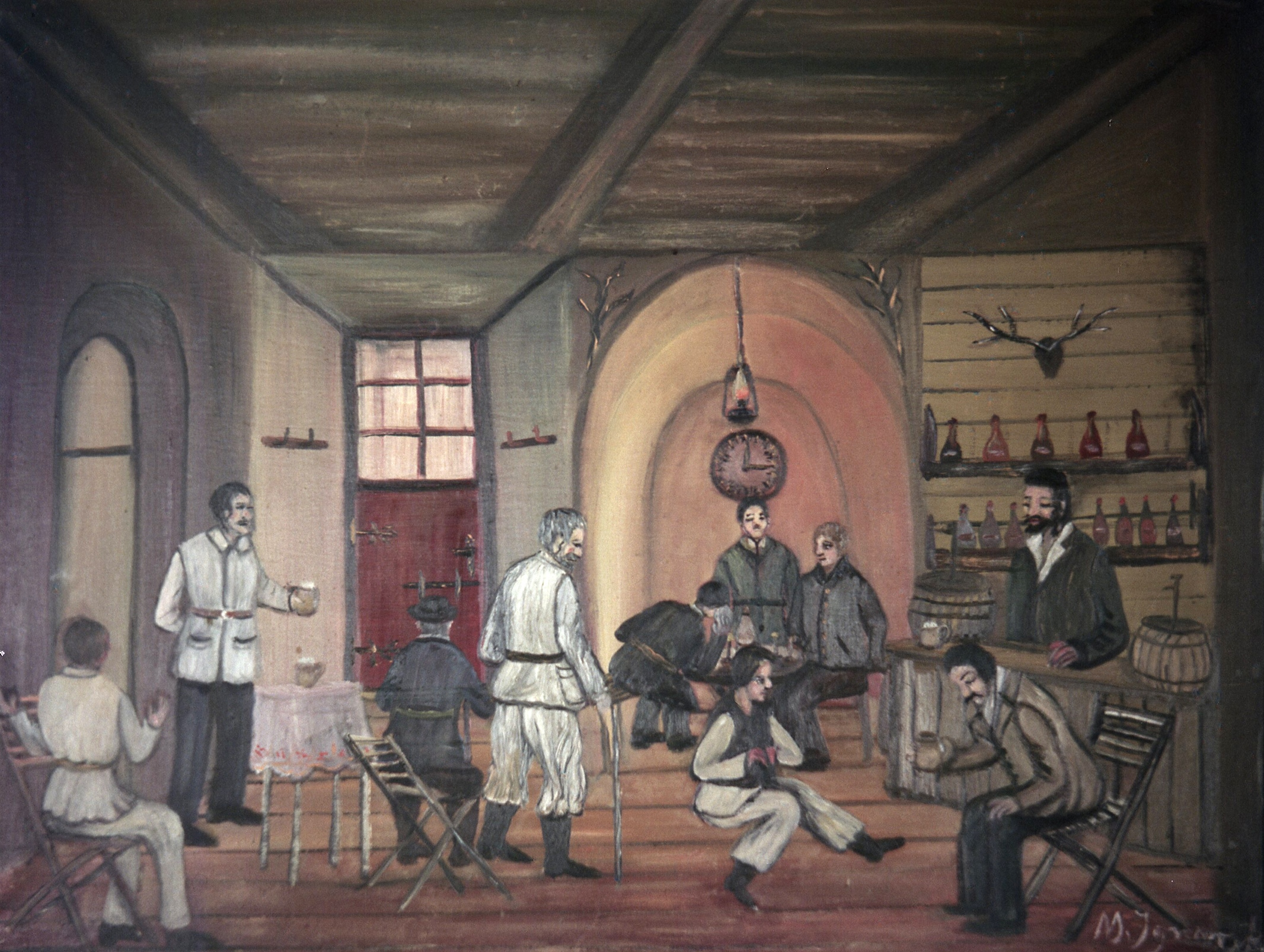
Maria Ignarska, Żydzi w szynku

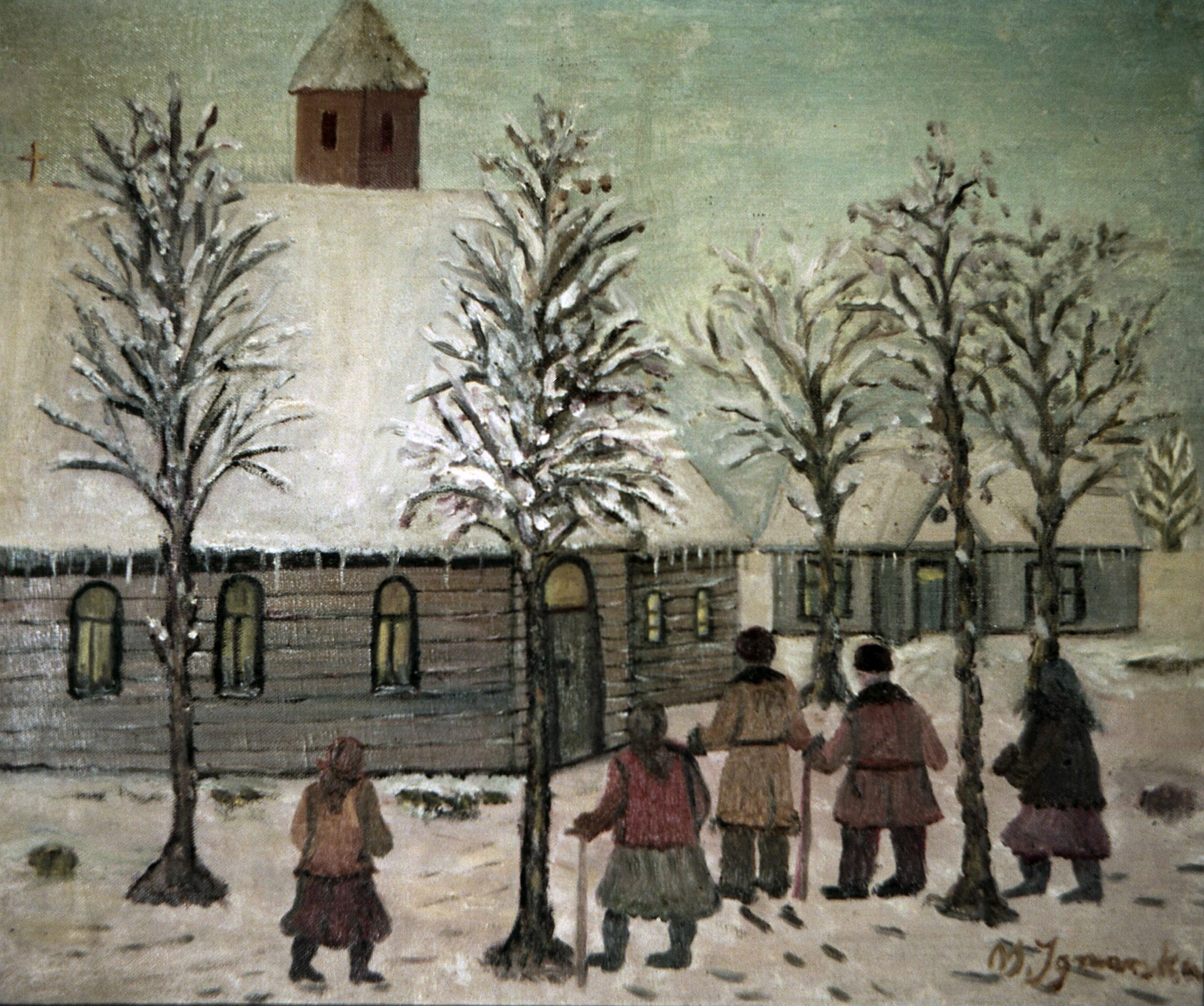
Maria Ignarska, Ludzie idą na mszę

## Wybrane dzieła
- Powrót żołnierzy z wojny (olej na płótnie)
- Pole słoneczników przy wiatraku (olej na płótnie)
- Ratusz wrocławski (olej na płótnie)
- Konie na pastwisku (olej na desce)
- Żydzi przed chederem w Drohobyczu (olej na płótnie)
- Maksymilian Kolbe (olej na płótnie)
- Papież Jan XXIII (rzeźba)